# Мила Димитријевић
Мила Димитријевић (Крагујевац, 9. јануар 1877 — Загреб, 12. јануар 1972) је била глумица. Од 1891. је наступала у путујућим дружинама, а од 1894. уз мале прекиде, била је стално ангажована у Загребу.
Од првих својих улога негује реалистички стил којем је остала верна без обзира на разноликост ликова које је играла у својој дугогодишњој каријери. Играла је ликове из малограђанских и сељачких средина у делима Брнислава Нушића, Јоипа Косора, Милана Огризовића и Петра Пеције Петровића. Њене интерпретације руског реалистичког репертоара Катјуше у делу (Л. Н. Толстоја, Ускрсниће), Анисије и Лизе у Толстојевим драмама Моћ таме и Живи леш и Настје у драми На дну Макима значе важне датуме у историји загребачког глумишта.
Била је супруга глумца Милоша-Мише Димитријевића.

## Филмографија
Глумица | Селф |
| Глумица | ▲ |
| ------- | - |

|           | Назив            | Улога |
| --------- | ---------------- | ----- |
| 1948      | Софка            | Магда |
| 1960-te ▲ |                  |       |
| 1961      | Срећа долази у 9 | Срећа |
| 1963      | Дани             | Тета  |
| Селф | ▲ |
| ---- | - |

|      | Назив                             | Улога |
| ---- | --------------------------------- | ----- |
| 1971 | Портрет глумице Миле Димитријевић | Лично |